# 콕보록어
콕보록어(Kokborok) 또는 트리푸라어(Tripuri)는 인도 트리푸라 주는 물론 아삼 주와 방글라데시의 인접한 지역에서 트리푸라인들이 쓰는 티베트버마계 언어이다. 콕보록이란 의미는 언어를 의미하는 kok과 민족을 의미하는 borok이 합쳐진 말이다(즉, 콕보록은 보록족의 언어를 의미한다). 1979년부터 콕보록어는 트리푸라 주에서 벵골어와 함께 공식언어가 되었다.
보도어, 디마사어와 가로어 등이 콕보록어와 가까운 언어로, 학자들은 이를 묶어 보도가로어군이라고 부른다. 콕보록어는 2개의 성조(높은 성조와 낮은 성조)를 가지고 있다.
에스놀로그에 따르면 화자는 69만6,000명이며 이 중 인도에는 69만1,000명이, 방글라데시에는 5,000명의 화자가 존재하고 있다.

## 문자
전통적으로 콕보록어는 콜로마라는 전통문자를 사용했었다(현재는 사용되고 있지 않다). 19세기부터 콕보록어는 벵골 문자를 사용했다. 현재 인도에서는 로마자로 표기된 콕보록어를 자주 사용하고 있다. 그렇기 때문에 로마자뿐만 아니라 벵골 문자도 사용되고 있다.

## 수사
1~ 10까지의 숫자:
- 1. – sa
- 2. – nwi
- 3. – tham
- 4. – brwi
- 5. – ba

- 6. – dok
- 7. – sni
- 8. – char
- 9. – chuku
- 10. – chi

## 같이 보기
- 인도의 공용어 목록